# TKS

Diagrama de una TKS.

TKS Transportniy Korabl Snabzheniya (en ruso: Транспортный корабль снабжения, literalmente ‘Nave de suministro de transporte’) fue un proyecto de nave tripulada soviética de reabastecimiento diseñada por Chelomei hacia 1965 y que finalmente fue cancelado a favor de la nave Soyuz. Su objetivo habría sido proporcionar una nave reutilizable tripulada más flexible que la Soyuz o la Apolo. El diseño de la nave (en concreto del FGB, el Bloque de Carga Funcional de la nave) fue la base para los módulos más tarde utilizados en las estaciones Salyut, Mir y la Estación Espacial Internacional.

## Historia

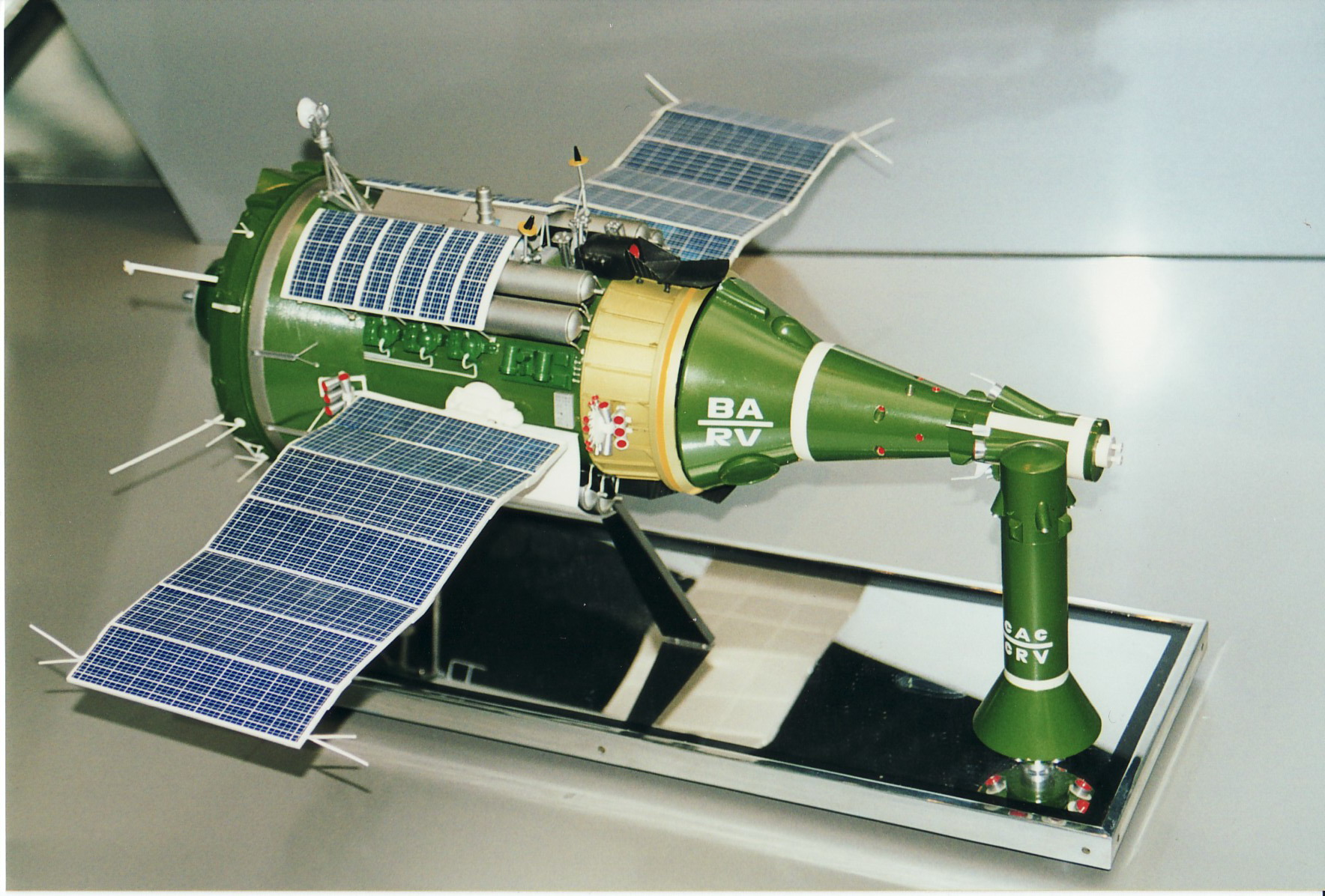
Maqueta de una TKS.

El concepto de la TKS surgió en el marco del proyecto Almaz de estaciones espaciales militares y aunque llegó a completarse la fase de diseño, la nave nunca voló tripulada.
El trabajo sobre la TKS fue autorizado mediante un decreto el 16 de junio de 1970, tras varias revisiones del programa Almaz. Las tripulaciones serían transportadas en naves TKS. La nave tendría una masa de 17,5 toneladas y un volumen de 45 m³ e iría equipada con un módulo de reentrada VA, con una masa de 4,2 toneladas. El conjunto de Almaz-TKS habría tenido un volumen habitable total de 89,4 m³ y podría haber sido ocupado por hasta seis cosmonautas. Los sistemas de la TKS le permitirían desacoplarse y acoplarse docenas de veces con la estación, pudiendo opera de manera independiente. Las cápsulas de reentrada VA habrían sido reutilizables hasta diez veces.
El programa Almaz inicial tenía dos fases:
- Una primera, completada tras varios retrasos, en la que se hicieron algunos vuelos de prueba de la TKS y se lanzaron algunas estaciones Almaz.

- Una segunda, en la que se planeaba realizar misiones de servicio a las estaciones mediante vehículos de reabastecimiento tripulados TKS en sustitución de las Soyuz 7K-TK utilizadas hasta el momento.

Cada estación habría podido recibir la visita de tres o cuatro TKS para sustituir cosmonautas y recibir suministros durante la segunda fase, que habría durado entre 5 y 6 años.
Las TKS nunca llegaron a volar tripuladas. Se llegó lanzar una primera nave TKS como ensayo de vuelo y recuperación, la Kosmos 929 (TKS-1) el 17 de julio de 1977. El proyecto fue finalmente cancelado en 1979. Las tres TKS ya construidas se lanzaron sin tripular a las estaciones Salyut entre 1981 y 1985. 
Las tres naves usadas con las estaciones espaciales fueron la Kosmos 1267 (TKS-2) fue lanzada el 25 de abril de 1981, la Kosmos 1443 (TKS-3) fue lanzada el 2 de marzo de 1983 y la TKS-4 (Kosmos 1686) fue lanzada el 27 de septiembre de 1985.